# Fraternidade e unidade

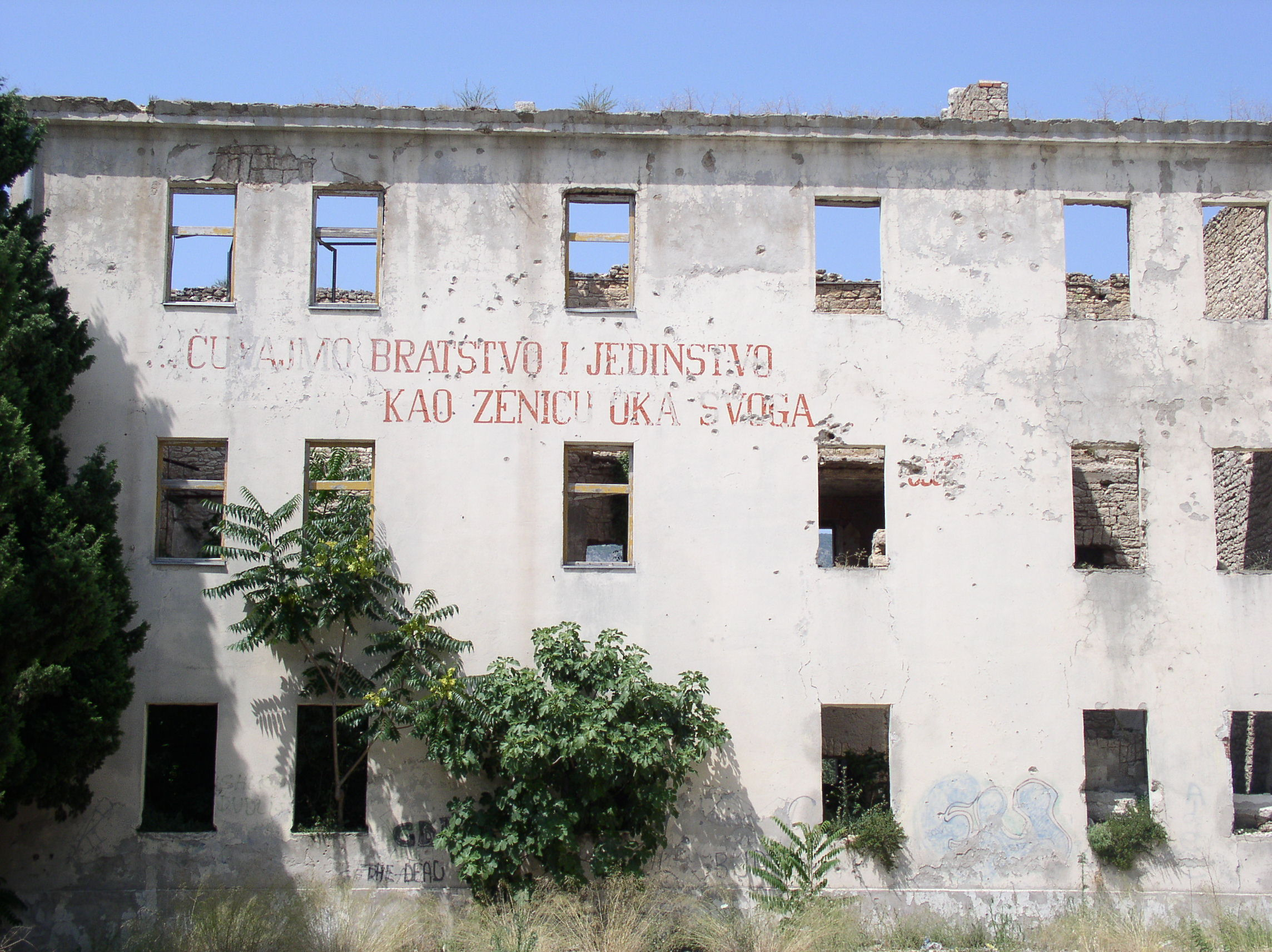
“Protejamos a fraternidade e a unidade como a pupila dos nossos olhos”, inscrição num edifício em Mostar destruído durante as Guerras Iugoslavas.

Fraternidade e Unidade ou Irmandade e Unidade  foi um slogan popular da Liga dos Comunistas da Iugoslávia que foi cunhado durante a Guerra de Libertação do Povo Iugoslavo (1941-45) e que evoluiu para um princípio orientador da política interétnica do pós-guerra da Iugoslávia. Na Eslovênia, o slogan "Irmandade e Paz" (bratstvo in mir) foi usado inicialmente.

## História
Após a invasão da Iugoslávia pelas Potências do Eixo em Abril de 1941, as potências ocupantes e os seus ajudantes procuraram incitar sistematicamente o ódio entre os muitos grupos nacionais, étnicos e religiosos da Iugoslávia. O Partido Comunista Iugoslavo divulgou com sucesso a irmandade e a unidade das nações da Iugoslávia (narodi) e das minorias nacionais (nacionalne manjine, mais tarde renomeada para narodnosti) na sua luta contra o inimigo fascista e os colaboradores internos. A decisão da segunda sessão do AVNOJ sobre a federalização da Iugoslávia em 1943 foi considerada como o reconhecimento deste princípio de Fraternidade e Unidade.
Depois da guerra, o slogan designava a política oficial de relações interétnicas na República Socialista Federativa da Iugoslávia, consubstanciada nas suas constituições federais de 1963 e de 1974. A política prescrevia que as nações da Iugoslávia (sérvios, macedônios, croatas, eslovenos, montenegrinos, bósnios) e as minorias nacionais (albaneses, húngaros, romenos, búlgaros, judeus, italianos, ucranianos e outros) fossem grupos iguais que coexistissem pacificamente na federação, promovendo as suas semelhanças e interdependência, a fim de superar os conflitos e o ódio nacionais. Cada indivíduo tinha direito à expressão da sua própria cultura, enquanto os grupos étnicos juravam entre si manter relações pacíficas. Os cidadãos também foram encorajados e autorizados a declarar a sua nacionalidade como Iugoslava, o que normalmente corresponde a 10%. A política também levou à adopção de sistemas de quotas nacionais em todas as instituições públicas, incluindo organizações económicas, nas quais os grupos nacionais eram representados pela composição nacional da sua república ou província.
Em toda a Iugoslávia, muitas fábricas, escolas, locais públicos, conjuntos folclóricos e equipes esportivas costumavam ser chamados de "Irmandade e Unidade", assim como a rodovia Ljubljana – Zagreb – Belgrado – Skopje (Rodovia da Irmandade e Unidade). O país tinha uma condecoração chamada Ordem da Irmandade e da Unidade.
Várias pessoas proeminentes da ex-Iugoslávia foram condenadas por atividades consideradas ameaçadoras à irmandade e à unidade, tais como atos de propaganda chauvinista, separatismo e irredentismo. Entre eles estavam o criminoso de guerra sérvio condenado Vojislav Šešelj, os ex-presidentes da Bósnia e Herzegovina (Alija Izetbegović) e da Croácia (Franjo Tuđman e Stjepan Mesić), o general do exército croata de ascendência albanesa Rahim Ademi e muitos outros. Um albanês kosovar, Adem Demaçi, foi preso durante quase 30 anos por acusações de espionagem e irredentismo.